# Just Out of College (film 1915)
Just Out of College è un film del 1915 diretto da George Irving, tratto dal lavoro teatrale di George Ade.

## Trama
Edward Swinger escogita uno stratagemma per conquistare la mano della bella Caroline Pickering. Vende al padre di Caroline un'impresa che in realtà è una sua invenzione e che non esiste.

## Produzione
Prodotto dalla Frohman Amusement Corp..

## Distribuzione
Il film uscì in sala nell'agosto del 1915. Venne rifatto con il titolo Just Out of College nel 1920 da Alfred E. Green.